# Тамбала, Смартекс
Смартекс Годфри Тамбала (англ. Smartex Godfrey Tambala; род. 30 июля 1965) — малавийский легкоатлет, выступавший в беге на длинные дистанции и марафонском беге. Участник летних Олимпийских игр 1992 года.

## Биография
Смартекс Тамбала родился 30 июля 1965 года.
2 февраля 1991 года установил в Лас-Вегасе рекорд Малави в марафонском беге — 2 часа 17 минут 18 секунд.
В 1992 году вошёл в состав сборной Малави на летних Олимпийских играх в Барселоне. В марафонском беге занял 63-е место, показав результат 2:29.02 и уступив 15 минут 39 секунд завоевавшему золото Хван Ён Джо из Южной Кореи.
В 1994 году участвовал в Играх Содружества в Виктории. В марафонском беге занял 17-е место (2:22.00). Также был заявлен в беге на 10 000 метров, но не вышел на старт.
В 1999 году выиграл международный марафон в Ниагара-Фолс (2:29.13).

## Личный рекорд
- Марафон — 2:17.18 (2 февраля 1991, Лас-Вегас)[4][1]